# Relativity Media
Relativity Media — американська медіа-компанія зі штаб-квартирою в Беверлі-Гіллз, штат Каліфорнія, заснована в 2004 році Лінвудом Спінксом та Райаном Кавано. Студія була третьою за величиною мінімейджором у світі до банкрутства 30 липня 2015 року, та займалась виробництвом та розповсюдженням фільми. Партнери компанії та фінансові установи, серед яких були Citibank, Merrill Lynch, Deutsche Bank, станом на 2012 рік вклали $20 мільярдів доларів  інвестицій у галузь розваг. Relativity Media також працювала у галузі  моди, спорту, музики.
30 липня 2015 року компанія подала заяву про банкрутство до суду Південного округу Нью-Йорка на підставі глави 11 Кодексу США про банкрутство після судових позовів та пропущених платежів за кредитами. Компанія вийшла з процедури банкрутства в березні 2016 року ⁣, але в травні 2018 року подала заяву про банкрутство знову. Студія залишається відкритою для бізнесу і зараз керується новою материнською компанією UltraV Holdings.
У 2020 році Лекс Мірон, генеральний директор Relativity Media, оголосив, що Come Away стане першим комерційним випуском «нової Relativity Media» під керівництвом Ultra V Holdings. Мірон дав інтерв'ю The Hollywood Reporter про те, що через два роки після банкрутства 2018 року «тихенько й свідомо відновити студію та її галузеві відносини» і сказав, що подальша стратегія Relativity Media полягатиме в тому, щоб зосередитися на фільмах меншого та середнього бюджету.